# Flagey (Doubs)
Flagey ist eine französische Gemeinde mit 132 Einwohnern (Stand: 1. Januar 2022) im Département Doubs in der Region Bourgogne-Franche-Comté.

## Geographie
Flagey liegt auf 625 m über dem Meeresspiegel, etwa acht Kilometer südlich von Ornans und 23 Kilometer südsüdöstlich der Stadt Besançon (Luftlinie). Das Dorf erstreckt sich im Jura, auf dem Plateau von Amancey, das sich zwischen den Tälern von Loue und Lison ausdehnt, westlich des Taleinschnitts des Ruisseau de Borneille.
Die Fläche des 7,79 km² großen Gemeindegebiets umfasst einen Abschnitt des französischen Juras. Der Hauptteil des Gebietes wird vom Plateau von Amancey eingenommen, das durchschnittlich auf 600 m liegt und überwiegend von Wiesland bestanden ist. Es steigt gegen Süden leicht an. Nahe der südlichen Gemeindegrenze wird mit 631 m die höchste Erhebung von Flagey erreicht. Die östliche Abgrenzung bildet der Taleinschnitt des Ruisseau de Borneille. Nach Nordwesten erstreckt sich das Gemeindeareal über die Talmulde der Combe des Oies auf die zum Plateau von Amancey gehörende Hochfläche von Lavoutre, die von ausgedehnten Wäldern bedeckt ist. Die westliche Gemeindegrenze  verläuft oberhalb des Steilhangs des tief eingeschnittenen Erosionstals des Ruisseau de Noirvaux.
Nachbargemeinden von Flagey sind Chassagne-Saint-Denis im Norden, Ornans und Silley-Amancey im Osten, Bolandoz im Süden sowie Amancey, Fertans und Cléron im Westen.

## Geschichte
Das Gemeindegebiet von Flagey war schon in vorgeschichtlicher Zeit besiedelt, was durch die Entdeckung und Ausgrabung verschiedener Tumuli nachgewiesen werden konnte. Erstmals urkundlich erwähnt wird Flagey im Jahr 1160. Im Mittelalter unterstand das Dorf der Herrschaft Scey. Zusammen mit der Franche-Comté gelangte es mit dem Frieden von Nimwegen 1678 an Frankreich. Seit 1993 ist Flagey Mitglied des 19 Ortschaften umfassenden Gemeindeverbandes Communauté de communes Amancey-Loue-Lison.

## Sehenswürdigkeiten

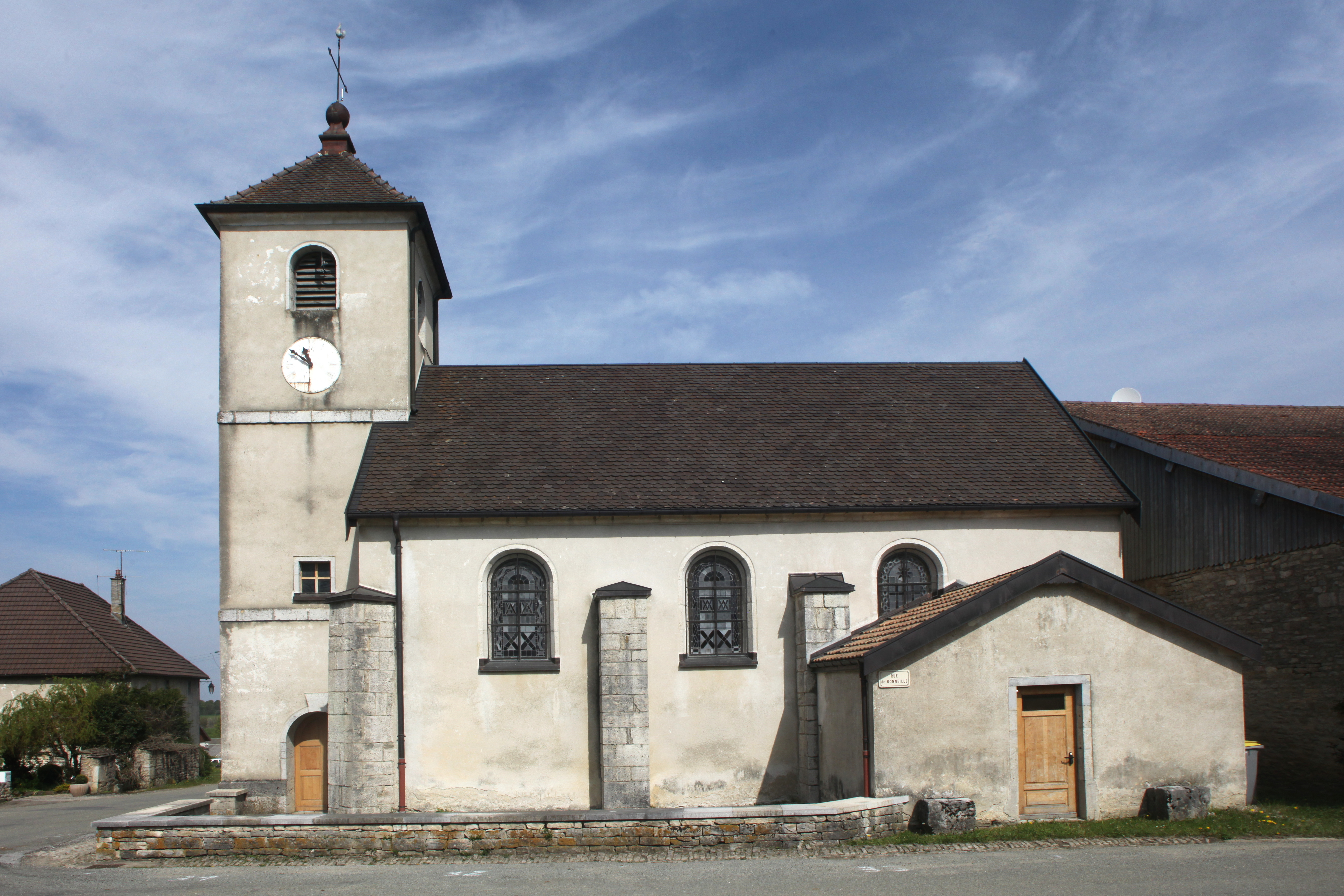
Kirche Saint-Nicolas

Die Dorfkirche Saint-Nicolas in Flagey stammt aus dem 19. Jahrhundert. Im alten Ortskern sind zahlreiche Bauernhäuser im charakteristischen Stil des Haut-Doubs aus dem 18. bis 19. Jahrhundert erhalten, darunter auch das Geburtshaus des Malers Gustave Courbet, das heute unter dem Namen Hof der Familie Courbet als Museum und Gästehaus betrieben wird.

## Bevölkerung
| Jahr                       | 1962 | 1968 | 1975 | 1982 | 1990 | 1999 | 2006 | 2016 |
| Einwohner                  | 118  | 116  | 99   | 101  | 110  | 102  | 134  | 159  |
| Quellen: Cassini und INSEE |      |      |      |      |      |      |      |      |

Mit 132 Einwohnern (1. Januar 2022) gehört Flagey zu den kleinsten Gemeinden des Départements Doubs. Nachdem die Einwohnerzahl in der ersten Hälfte des 20. Jahrhunderts deutlich abgenommen hatte (1891 wurden noch 175 Personen gezählt), wurde in den letzten Jahren wieder ein Bevölkerungswachstum verzeichnet.

## Wirtschaft und Infrastruktur
Flagey war bis weit ins 20. Jahrhundert hinein ein vorwiegend durch die Landwirtschaft (Ackerbau, Viehzucht) und die Forstwirtschaft geprägtes Dorf. Daneben gibt es heute einige Betriebe des lokalen Kleingewerbes, darunter eine Baumschule. Mittlerweile hat sich das Dorf auch zu einer Wohngemeinde gewandelt. Viele Erwerbstätige sind Wegpendler, die in den größeren Ortschaften der Umgebung ihrer Arbeit nachgehen.
Die Ortschaft liegt abseits der größeren Durchgangsstraßen. Die Hauptzufahrt erfolgt von Silley-Amancey an der Departementsstraße D492, die von Ornans nach Salins-les-Bains führt. Weitere Straßenverbindungen bestehen mit Amancey und Bolandoz.